# Analogno-digitalni pretvarač
Analogno-digitalni pretvarač (eng. analog-to-digital converter, ADC), dio zvučne kartice koji snima analogni zvuk, zvuk "stvarnoga svijeta", kao glas ili gitara i pretvara ga u digitalni oblik, brojčanu predodžbu kojom računalo može upravljati.